# Verena Teissl
Verena Teissl (* 1965 in Innsbruck) ist eine österreichische Literaturwissenschaftlerin, Kulturmanagerin und Publizistin. Sie hat seit 2010 eine Professur für Kulturmanagement und Kulturwissenschaft an der Fachhochschule Kufstein (Tirol).

## Werdegang
Verena Teissl studierte germanistische Literaturwissenschaft und Komparatistik an der Universität Innsbruck. Von 1991 bis 1992 war sie Stipendiatin des Wissenschaftsministeriums in Mexiko. 1993 bereitete sie ihre Dissertation vor an der Universidad Complutense in Madrid. Sie promovierte 1995 an der Universität Innsbruck im Fachgebiet Komparatistik. Ihre Dissertation, in der Teissl sich mit dem magischen Realismus und dessen filmischer Umsetzung beschäftigt, fand auch im Literaturhaus Wien Beachtung.
Nach Abschluss der Dissertation arbeitete Teissl als Kulturveranstalterin, Übersetzerin, Kulturvermittlerin, Publizistin und Dozentin an der Universität Innsbruck, der Fachhochschule Kufstein (Tirol) sowie der Deutschen Film- und Fernsehakademie Berlin. Seit 2010 ist sie als Professorin an der Fachhochschule Kufstein (Tirol) tätig im Fachgebiet Kulturmanagement und Kulturwissenschaft.
Neben ihrer Professur engagiert sich Teissl im Bereich Kulturmanagement:
- 2009–2011 war sie Vorstandsmitglied der Tiroler Kulturinitiative (TKI)/IG Kultur Tirol
- 2013–2018 war sie Vorstandsmitglied des Fachverbandes Kulturmanagement
- Seit 2016  ist sie Beiratsmitglied zur Fördervergabe von Filmfestivals, Sommerkinos und kinokultureller Projekte des Kulturamtes der Stadt Wien und externes Kommissionsmitglied für die Berufungskommission Kulturmanagement
- Sie ist Beraterin u. a. für das Filmfestival INNCONTRO Innsbruck
- Sie nimmt Gutachtertätigkeiten für die Führungsbesetzung im Kulturbereich wahr

Von 2013 bis 2016 war Teissl Vizerektorin der Fachhochschule Kufstein (Tirol).

## Publikationen (Auswahl)

### Herausgeberin
- mit Helmut Groschup (Hrsg.): Barocco. Ein Spielfilm von Paul Leduc ohne Dialog. Südwind, Wien 1992, ISBN 3-900592-13-6, S. 38.
- Im heißen Rachen der Nacht. Phantastische Geschichten aus Mexiko. Verlag für Gesellschaftskritik, Wien 1995, ISBN 3-85115-217-4, S. 354.
- Indigene Gesichter : Indígenas im mexikanischen Film ; eine Publikation anläßlich der Retrospektive "Von Eisenstein bis Marcos. Indígenas im Mexikanischen Film" im Rahmen des 8. Internationalen Film Festival Innsbruck, 2. bis 9. Juni 1999, Innsbruck, Österreich. Studien-Verlag, Innsbruck, Wien 1999, ISBN 3-7065-1393-5, S. 111.
- mit Volker Kull (Hrsg.): Poeten, Chronisten, Rebellen. Internationale DokumentarfilmemacherInnen im Porträt. Schüren, Marburg 2006, ISBN 978-3-89472-411-5, S. 317.
- mit Steffen Höhne, Martin Tröndle (Hrsg.): Zeitschrift für Kulturmanagement: Kunst, Politik, Wirtschaft und Gesellschaft: Dispositive der Kulturfinanzierung. Band 1, Nr. 1. transcript, Bielefeld 2015, ISBN 978-3-8394-2995-2, S. 220.

### Autorin
- Utopia, Merlin und das Fremde : eine literaturgeschichtliche Betrachtung des magischen Realismus aus Mexiko und der deutschsprachigen phantastischen Literatur auf Basis der europäischen Utopia-Idee. Universität Innsbruck Institut für Sprachwissenschaften, Innsbruck 1997, ISBN 3-85124-185-1, S. 208.
- Kulturveranstaltung Festival : Formate, Entstehung und Potenziale. transcript, Bielefeld 2013, ISBN 978-3-8376-2547-9, S. 188.
- mit Klaus Seltenheim: Kulturtourismus in Tirol : Chancen und Widerstände in einer Alpenregion. transcript, Bielefeld 2017, ISBN 978-3-8394-3786-5, S. 236.
- mit anderen: Maske und Kothurn. Internationale Beiträge zur Theater-, Film und Medienwissenschaft. Filmfestivals, in Theory. Hrsg.: Franziska Bruckner, Jana Koch, Alexandra Yalent. 1. Auflage. Böhlau, Wien 2019, ISBN 978-3-205-20984-3, S. 120.

## Stipendien
- 1991–1992 Stipendium des Wissenschaftsministeriums in Mexiko
- 2000 Präsenzstipendium im Stuttgarter Schriftstellerhaus